# Rudy Gay
Rudy Carlton Gay Jr. (Maryland, 17 d'agost de 1986) és un exjugador estatunidenc de bàsquet que disputà 17 temporades a l'NBA. Fa 2,03 metres d'alçada i pesa 100 kg, i jugava en la posició d'escorta.